# Gunnel Sjöberg
Gunnel Helena Sjöberg, tidigare Ericson Sjöberg , ogift Ericson, född 21 februari 1956 i Jönköping, Småland, är en svensk kristen sångare och musiker.
Hon har medverkat i radio och TV ett antal gånger, bland annat som konsertsångare tillsammans med Loa Falkman och i Minns du sången-programmen, vilka sändes av SVT på 1990-talet.
Gunnel Sjöberg växte upp i en musikalisk familj i Jönköping som var engagerad inom sedermera Svenska Missionskyrkan och hade i unga år en lärorik tid som medlem i sångförfattaren Olle Widestrands ungdomskör i Immanuelskyrkan där. Av bland andra körlegendaren Eric Ericson är hon klassiskt skolad som sång- och körpedagog och har som sådan verkat inom kulturskolan i Örebro kommun där hon lett olika körer och ensembler. Hennes engagemang har inbegripit såväl populärmusik som klassisk musik och opera. I dag (2012) är hon tillsammans med sin man anställd församlingsmusiker i Betelkyrkan i Örebro.
Hon är sedan 1979 gift med musikern Fred Sjöberg och paret har tre barn.

## Diskografi i urval
- 2002 – Du och jag (Tillsammans med Fred Sjöberg)
- 2008 – Christ is born (Tillsammans med Fred Sjöberg)